# David Read (Autor)
David William Lister Read (* 23. April 1921 in Nairobi, Kronkolonie Kenia; † 2. Juli 2015 in Momella, Tansania) war ein britischer Schriftsteller.

## Leben
Read war Sohn britischer Eltern. Mit sieben Jahren kam er ins Land der Massai, wo seine Mutter ein Hotel führte und mit den Massai Handel trieb. Read verbrachte hier die nächsten sieben Jahre, die sein Leben prägen sollten. Eine herausragende Erfahrung war für ihn die intensive Freundschaft mit Massaijungen, durch die er das Stammesleben hautnah kennen und lieben lernte.
Read war damals dem Volk der Massai so sehr verbunden, dass er mit der Zeit Massai besser sprach als Swahili und als Englisch. Mit 14 Jahren besuchte er die Schule in Arusha, die er später im Fernstudium als Metallurgie-Auszubildender des Tanganyika Department of Geological Survey der britischen Militär- und Kolonialverwaltung beendete.
Im Zweiten Weltkrieg schloss er sich dem Kenia-Regiment, später der Royal Air Force und dann den King’s African Rifles an. Danach arbeitete er für das Tanganyika Veterinary Department. Als Farmer übernahm er von 1973 bis 1975 den Vorsitz der Tanganyika Farmers’ Association.
Nach der Unabhängigkeit von Tansania 1961 und dem Verlust seines Besitzes arbeitete Read bei der Ango American Corporation in Sambia als Landwirtschaftlicher Berater, um sich danach in Südafrika erneut als Farmer zu versuchen. 1979 kehrte er nach Kenia zurück und nahm eine Stellung bei der Lima Limited als Landwirtschaftlicher Berater an.
Er sprach mehrere afrikanische Dialekte und stand in Ostafrika in hohem Ansehen. Read war verheiratet und hatte eine Tochter. Er starb im Alter von 93 Jahren am 2. Juli 2015 in Momella im nördlichen Tansania.

## Werke

### Barefoot over the Serengeti
Das Buch handelt von Davids Erlebnissen im Alter von sieben bis 14 Jahren in der Serengeti, dem Stammesland der Massai, deren Sitten und Gebräuche dabei akkurat – wenngleich aus der Sicht des kleinen Jungen – geschildert werden. Jonathan Taylor schreibt im African Footsteps Magazine 2009, er habe aus diesem Buch „mehr über das Volk der Massai gelernt als aus endlosen anthropologischen Bänden“.

### Beating about the Bush
Die Fortsetzung des Serengeti-Buches behandelt die Jahre von 1936 bis 1952 in der Kolonie Tanganyika (heute Tansania), so Davids erste schulischen Erfahrungen, den Umzug der Familie zu den Goldfeldern von Lupa und das Erwachsenwerden. Im Zweiten Weltkrieg führt er sein Regiment von Massai- and Samburu-Kriegern von Eritrea nach Kenya und später über Madagascar in die Dschungel von Indien und Burma.
Nach der Demobilisierung arbeitet er als Veterinärbeamter, wo ihm seine Kindheitserfahrungen wieder zugutekommen, wenn er durch den afrikanischen Busch und die Wildparks streift, wo er außerdem rituelle Stammesmorde untersucht und die zurückgezogenen Jäger und Sammler des Ndorobo- bzw. Okiek-Volkes kennenlernt.

### Another Load of Bull
Nach der Anstellung im Tanganyika Veterinary Department entscheiden sich die Reads für ein Leben als Weizenfarmer an den westlichen Ausläufern des Kilimandscharo, was ihm ohne spezifische Ausbildung nur wegen seiner Ortskenntnis und seiner sprachlichen Fertigkeiten möglich ist.

### Waters of the Sanjan
Dies ist der einzige nicht-autobiografische Roman Reads, der zum großen Teil in der Serengeti spielt, allerdings zurückdatiert um die Wende vom 19. zum 20. Jahrhundert. Die Abenteuer des Protagonisten Dangoya, der sich aus einer wenig geachteten Familie zum anerkannten Führer hocharbeitet und sich mit menschlichen Schwächen wie Neid und Eifersucht, mit Naturkatastrophen wie großer Dürre, aber auch mit Kolonialisten auseinandersetzen muss, bieten dem Autor reichlich Gelegenheit, sein Wissen von den und über die Massai und ihre Nachbarvölker auszubreiten. Dangoya stellt dabei den Typus eines aufgeklärten Führers vor, der zwar die Traditionen achtet, aber sich auch nicht scheut, die Kompetenzen von Medizinmännern und anderen Älteren in Frage zu stellen, wenn etwa Entscheidungen im volltrunkenen Zustand getroffen werden oder wenn offensichtlich ist, dass sich hinter scheinbarem Zauber ganz gewöhnliche Wetterwechsel verbergen. Im Vorwort attestiert Ole Ntekerei Menusi dem Autor, dass der Roman einen „genauen und bewunderungswürdigen Bericht über die Geschichte (seines) Volkes“ darstelle.

## Literarische Relevanz
Reads Werke sind von ethnografischer Bedeutung, da die Massai keine Schriftlichkeit kennen und auf die mündliche Überlieferung angewiesen sind. Mit der literarischen Fixierung ihrer ethnischen und sozialen Besonderheiten werden diese einem etwaigen künftigen Vergessen entzogen. Die Texte zeichnet eine genaue Beobachtungsgabe und ein empathisches Sichhineinfühlen in Mensch und Tier aus.